# Raixtrakuta
Raixtrakuta (kanara: ರಾಷ್ಟ್ರಕೂಟ) va ser el nom d'una dinastia que va regnar a gran part de la zona meridional del Subcontinent indi, entre el 753 i el 982.
L'origen de la dinastia és obscur. Originàriament tributaris dels Chalukya de Badami, la dinastia dels raixtrakutes s'instal·là inicialment a l'alta vall del Godavari el 753. El seu regne esdevingué una gran potència considerada pels viatgers àrabs igual que Xina. Enriquida gràcies al comerç amb el món islàmic, aconseguí llançar grans campanyes militars cap a la conca del Ganges sota el regnat de Dhruva (780- 793), el qual s'apoderà de Kanauj i vencé les dinasties rivals dels Pratihara i dels Pala. A la seva mort l'imperi conegué un eclipsi per retrobar el seu poder sota el regnat de Krishna III (939- 966) que sotmeté els Chola (949), els Txera i els Pandya fins a l'extrem sud de l'Índia. L'imperi declinà sota el seu successor Khottiga, i el rei Siyaka de Malwa saquejà Malkhed durant la primavera del 972. Karkka succeí a Khottiga, mort el setembre, però cinc mesos més tard el príncep Tailapa establí la dinastia Chalukya de Kalyani. L'últim Rastrakuta, Indra IV es refugià amb el rei Ganga Narasimha II, i després va morir el 982.

## Història

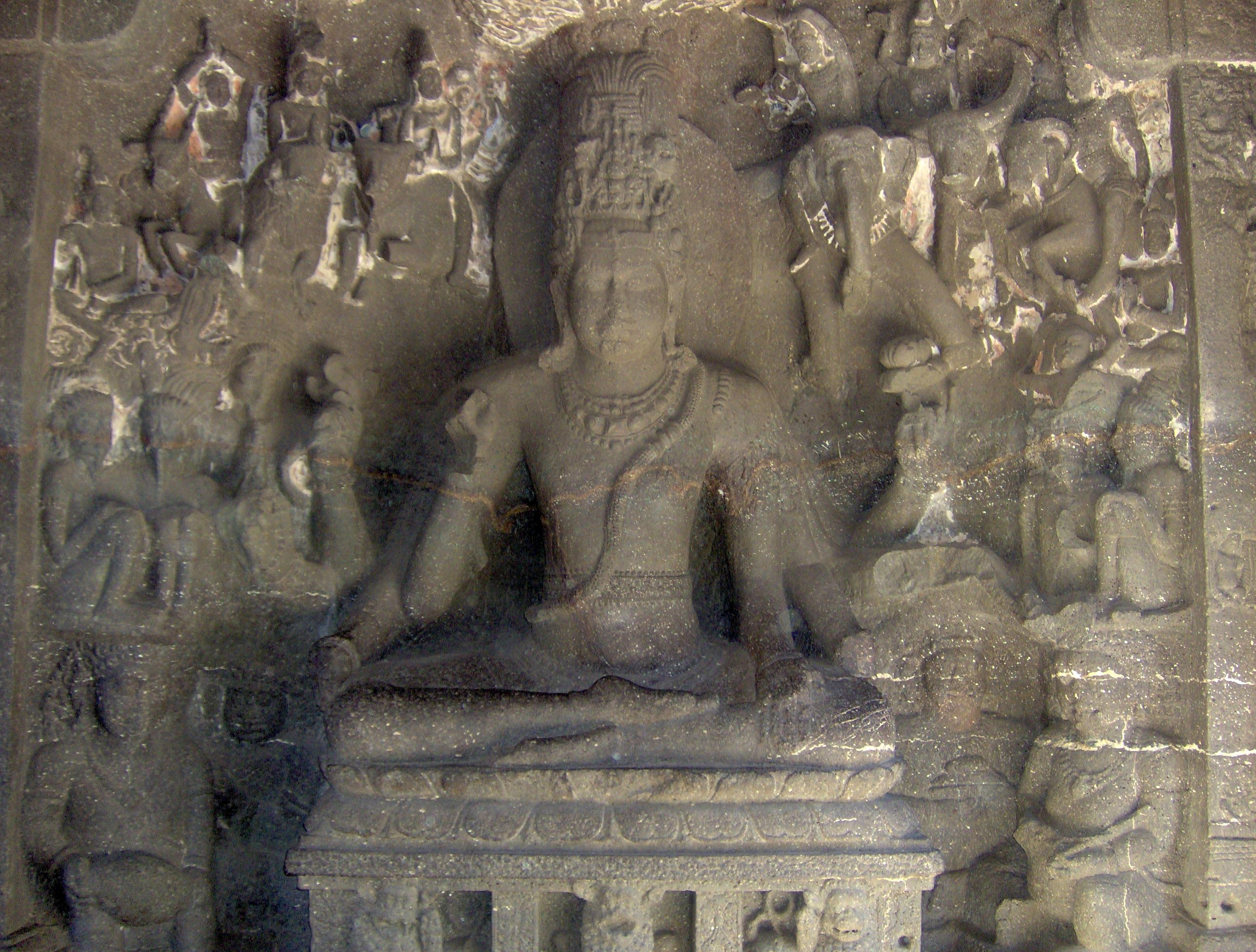
Escultura de Xiva al temple de Kailasanath, Coves d'Ellora

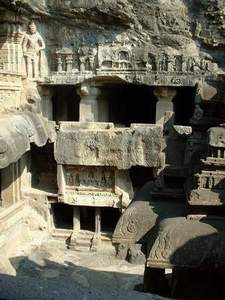
Temple monolític jainista de tres pisos a les coves d'Ellora

L'origen dels Raixtrakutes ha estat un tema polèmic de la història índia. Aquestes discussions se centren en l'origen dels avantpassats més antics dels Raixtrakutes durant el temps de l'Emperador Asoka en el segle ii aC, i la connexió entre les diverses dinasties Raixtrakuta que van governar regnes petits a l'Índia del nord i central i el Deccan entre els segles VI i VII. La relació d'aquests Raixtrakutes medievals amb la més famosa dinastia posterior, els Raixtrakutes de Manyakheta (moderna Malkhed al districte de Gulbarga, estat de Karnataka), que va governar entre els segles VIII i X també ha estat debatuts.
Les fonts per la història Raixtrakuta inclou inscriptions medievals, antiga literatura en llengua Pali, literatura contemporània en sànscrit i kanarès i les notes dels viatgers àrabs. Teories sobre el llinatge dinàstic (Suryavansha—línia Solar i Chandravansha—línia Lunar), la regió nativa i la llar ancestral han estat proposades, basades en informacions extretes de inscriptions, emblemes reials, els noms de clans antics com "Rashtrika", epítets (Ratta, Rashtrakuta, Lattalura Puravaradhiswara), els noms de prínceps i princeses de la dinastia, i pistes de restes com monedes. Debats de historiadors sobre de quins grups etno/lingüístics poden reclamar-se el primers Raixtrakutes. Les possibilitats inclouen els grups ètnics del nord-oest de l'Índia, els Kannadigues (kanaresos), Reddi, Marathes, o les tribus de la regió del Panjab.
Els historiadors tanmateix estan d'acord que els governants de la dinastia imperial en el segle VIII fins al segle x va fer la llengua kanaresa tant important com el sànscrit. Les inscripcions Raixtrakutes utilitzen tant el kanarès com el sànscrit (els historiadors Sheldon Pollock i Jan Houben reclamen que són majoritàriament en kanarès), i els governants van animar la literatura en ambdues llengües. Els escrits literaris kanaresos més antics són de poetes de la cort i de la reialesa. Encara que aquests Raixtrakutes eren kannadigues (kanaresos), podien conversar també en una llengua del nord del Dècan.
El cor de l'imperi Raixtrakuta va incloure gairebé tot el Karnataka, Maharashtra i parts d'Andhra Pradesh, una àrea que els Raixtrakutas van governar per més de dos segles. La inscripció en coure de Samangadh (753) confirma que el rei feudatari Dantidurga, que probablement governava a Achalapura al Berar (moderna Elichpur a Maharashtra), va derrotar el gran exèrcit Carnatic (referint-se a l'exèrcit dels Chalukya de Vatapi) de Kirtivarman II de Vatapi el 753 i va agafar el control de les regions del nord de l'imperi Chalukya. Llavors va ajudar al seu sogre el rei Pal·lava Nandivarman per arrabassar Kanchi als Chalukya i va derrotar els Gurjares de Malwa, i als governants de Kalinga, Kosala i Srisailam.
El successor de Dantidurga, Krishna I, va posar gran part de Karnataka i Konkan sota el seu control. Durant el govern de Dhruva Dharavarsha que va pujar al tron el 780, el regne es va expandir per esdevenir un imperi que abraçava tot el territori entre el riu Kaveri i l'Índia central. Va dirigir expedicions exitoses a Kannauj, la seu del poder indi del nord on va derrotar els Gurjara-Pratihares i els Palas de Bengala, obtenint fama i un gran botí però no més territori. També va posar als Chalukya Orientals i Gangues de Talakad sota el seu control. Segons Altekar i Sen, els Raixtrakutes esdevingueren un poder pan-indi durant el seu govern.

### Expansió
El ascens al tron del tercer fill de Dhruva Dharavarsha, Govinda III, va iniciar una era d'èxits sense precedents. Hi ha incertesa sobre la ubicació de la primera capital dels Raixtrakutes. Durant el seu govern hi va haver un conflicte a tres bandes entre els Raixtrakutes, els Pales i els Pratihares pel control sobre les planes Gangètiques. Descrivint les seves victòries sobre l'emperador Pratihara Nagabhatta II i l'emperador Pala Dharmapala, la inscripció de Sanjan declara que els cavalls de Govinda III es van ofegar a les fredes aigües dels corrents de l'Himàlaia i els seus elefants de guerra van tastar les aigües sagrades del Ganges. Les seves proeses militars han estat comparades a les d'Alexandre el Gran i Arjuna del Mahabharata. Havent conquerit Kannauj, va viatjar del sud, va agafar un ferm control sobre el Gujarat, Kosala (Kaushal), Gangavadi, va humiliar als Pal·laves de Kanchi, va instal·lar un governant de la seva elecció a Vengi i va rebre dues estàtues com un acte de submissió del rei de Ceilan (una estàtua del rei i un altre del seu ministre). Els Coles, els Pandyes i els Txeres li van pagar tribut. Com diu un historiador, els tambors del Dècan es van sentir de les coves del Himalaia a les ribes de Malabar. Els Raixtrakutes s'estenien sobre les àrees de Cap Comorin fins a Kannauj i de Banaras a Bharuch.
El successor de Govinda III, Amoghavarsha va fer de Manyakheta la seva capital i va governar un gran imperi. Manyakheta va restar la capital Rashtrakuta fins al final de l'imperi. Va pujar al tron el 814 però no va ser fins al 821 que es van suprimir les revoltes dels feudataris i ministres. Amoghavarsha I va fer la pau amb els Gangues Occidentals donant-los les seves dues filles en matrimoni, i llavors va derrotar els invasors Chalukya Orientals a Vingavalli i va assumir el títol de Viranarayana. El seu govern no va ser tan militant com el de Govinda III i va preferir relacions amistoses amb els seus veïns, el Gangues, els Chalukya Orientals i els Pal·laves amb qui també va mantenir relacions matrimonials. La seva era va ser enriquidora per les arts, la literatura i la religió. Àmpliament vist com el més famós dels emperadors Raixtrakutes, Amoghavarsha fou un erudit acomplert en kanarès i sànscrit. El seu Kavirajamarga és considerat una fita important en poètica kanaresa i el Prashnottara Ratnamalika en sànscrit és una obra d'alt mèrit més tard traduïda al tibetà. A causa del seu temperament religiós, el seu interès en les arts i literatura i la seva naturalesa pacifista ha estat comparat a l'emperador Asoka i anomenat "Asoka del sud".
Durant el govern de Krishna II, l'imperi va fer front a una revolta dels Chalukya Orientals i la seva mida va disminuir a l'àrea incloent la majoria del Dècan Occidental i Gujarat. Krishna II va acabar amb l'estatus de independent de la branca del Gujarat i va portar la zona sota control directe de Manyakheta. Indra III va recuperar les fortunes de la dinastia a l'Índia central al derrotar els Paramares i llavors va envair la regió del Doab dels rius Ganges i Yamuna. També va derrotar els enemics tradicionals de la dinastia, el Pratihares i el Pales, mentre mantenia la seva influència sobre Vengi, i va casar una de les seves filler amb el rei Chola Aditya I. L'efecte de les seves victòries a Kanauj va durar diversos anys segons la inscripció de coure del 930 de l'Emperador Govinda IV.
Després d'una successió de reis dèbils durant els regants dels quals l'imperi va perdre territoris al nord i a l'est, Krishna III el darrer gran governant va consolidar l'imperi de manera que es va estendre del riu Narmada al Kaveri incloent el nord del país tàmil país (Tondaimandalam) mentre cobrava tribut del rei de Ceilan.

### Decadència
El 972 durant el govern de Khottiga Amoghavarsha, el rei Paramara Siyaka Harsha va atacar l'imperi i va saquejar Manyakheta, la capital dels Raixtrakutes. Això va socavar seriosament la reputació de l'imperi Raixtrakuta que consegüentment va portar a la seva caiguda. La decadència final va arribar quan Tailapa II, un Chalukya feudatari dels Raixtrakutes que governava la província de Tardavadi al modern districte de Bijapur, es va declarar independent aprofitant aqueslla derrota. Indra IV, el darrer emperador, va cometre Sallekhana (dejuni fins a la mort practicat pels monjos jainistes) a Shravanabelagola. Amb la caiguda dels Raixtrakutes, els seus feudataris i clans vinculats del Dècan i de l'Índia del nord van declarar independència. Els Chalukya van annexionar Manyakheta i la van fer la seva capital fins al 1015 i van construir un imperi impressionant en el cor del domini Raixtrakuta durant el segle xi. El focus de domini va canviar al Doab entre els rius Krishna i el Godavari anomenat Vengi. Els anteriors feudatories dels Raixtrakutes al Dècan occidental van passar sota control dels Chalukya, i els fins ara suprimits Coles de Tanjore esdevingueren els seus arxienemics al sud.
En conclusió, l'expansió dels Raixtrakutes de Manyakheta va tenir un gran impacte a l'Índia, fins i tot a l'Índia del nord. Sulaiman (851), Al -Masudi (944) i Ibn Khurdadba (912) van escriure que el seu imperi era el més gran de l'Índia contemporània i Sulaiman a més el va anomenar com un entre els quatre gran imperis contemporanis del món. Segons els viatgers àrabs Al-Masudi i Ibn Khordidbih del segle x, "la majoria dels reis deL Hindustan giraven les seves cares cap al rei Raixtrakuta mentre pregaven, i es prostraven davant dels seus ambaixadors. Els rei Raixtrakuta va ser conegut com a "Rei de reis" (Rajadhiraja) i va posseir el més poderós dels exèrcits i els dominis del qual es van estendre de Konkan a Sind." Alguns historiadors han anomenat aquesta època com "Edat Imperial de Kanauj". Com que els Raixtrakutes van capturar Kanauj, van cobrar tribut als seus governants i es van presentar com amos de l'Índia del nord, l'època també podria ser anomenada "Edat Imperial de Karnataka". Durant la seva expansió política a l'Índia central i del nord en els segles VIII i X, els Raixtrakutes o els seus parents van crear diversos regnes que van governar durant el regnat de l'imperi matriu o a vegades van continuat governant per segles després de la seva caiguda i fins i tot alguns van arribar al poder molt més posteriorment. Els més coneguts entre aquests poders foren els Raixtrakutes de Gujarat que van governar a la regió de Lata com a feudataris de la branca principal (domini raixtrakuta 757–888, de la branca 807-871), el Rattes de Saundatti (875–1230) al que avui és Karnataka, els Gahadavales de Kanauj (1068–1223), els Raixtrakutes de Rajasthan i governant des de Hastikundi o Hathundi (893–996), Dahal (prop de Jabalpur), Mandore (prop de Jodhpur), els Rathors de Dhanop, la dinastia Raixtraudha de Mayuragiri a Maharashtra i els Raixtrakutes de Kanauj. Rajadhiraja Cola va conquerir l'illa de Ceilan a començaments del segle xi va suposar la caiguda de quatre reis allí. Segons l'historiador K. Pillay, un d'ells, el rei Madavarajah del Jaffna regne, era un usurpador de la dinastia Raixtrakuta.

## Administració
Inscriptions i altres rècords literaris indiquen que els Raixtrakutes seleccionaven el príncep hereu en base hereditària. La corona no sempre passava al fill gran. Les habilitats van ser considerades més importants que l'edat i la cronologia de naixement, com va quedar exemplificat per la coronació de Govinda III que era el tercer fill de rei Dhruva Dharavarsha. La posició més important sota el rei era la de Ministre en Cap (Mahasandhivigrahi) posició que es marcava r amb cinc insígnies adequades amb la seva posició és a dir, una bandera, una conxa, una pluma, un paraigua blanc, i un tambor gran i cinc instruments musicals anomenats Panchamahashabdas. Sota ell hi havia el comandant (Dandanayaka), el ministre d'afers estrangers (Mahakshapataladhikrita) i un primer ministre (Mahamatya o Purnamathya), tots els quals estaven normalment associat amb un dels reis feudataris sota el que havien tingut una posició dins el govern equivalent almenys a un primer ministre. Un Mahasamantha era un feudatari o el oficial de més alt rang del rei. Tots els ministres del gabinet estaven versats en ciència política (Rajneeti) i tenien formació militar. Hi hi havia casos on les dones van supervisar àrees significatives com quan Revakanimaddi, filla d'Amoghavarsha I, va administrar el vishaya (districte) d'Edathore.
El regne estava dividit en Mandala o Raixtres (províncies). Una Raixtra era governada per un Raixtrapathi que de vegades era l'emperador mateix. Sota Amoghavarsha I l'imperi tenia setze Raixtres. Per sota d'un Raixtra hi havia el Vishaya (districte) supervisat per un Vishayapathi. Els ministres de confiança de vegades governaven més d'un Raixtra. Per exemple, Bankesha, un comandant d'Amoghavarsha I va dirigir els de Banavasi-12000, Belvola-300, Puligere-300, Kunduru-500 i Kundarge-70 (el sufix designa el nombre de pobles en aquell territori). Per sota del Vishaya hi havia el Nadu (comarca) dirigit pel Nadugowda o pel Nadugavunda; de vegades hi hi havia els dos oficials, un assumint la posició per herència i un altre designat pel govern central. La divisió inferfior era el Grama o poble administrat per un Gramapathi o Prabhu Gavunda.
L'exèrcit raixtrakuta consistia en grans contingents d'infanteria, cavallers i elefants. Un exèrcit de reserva estava sempre a punt acampat per la guerra a un lloc de concentració (Sthirabhuta Kataka) a la capital reial de Manyakheta. Els gran exèrcits eren també mantinguts pels reis feudataris dels que s'esperava que contribuïssin a la defensa de l'imperi en cas de guerra. EDl caps locals i tots els oficials també servien com a comandants i els seus destins eren transferibles si hi havia necessitat.
Els Raixtrakutes van emetre monedes (encunyades en un Akkashale) que s'anomenen Suvarna, Drammas de plata i or de 65 grans de pes, Kalanju de 48 grans, Gadyanaka de 96 grans, Kasu de 15 grans, Manjati de 2.5 grans i Akkam de 1.25 grans.

## Llista de monarques de la dinastia

### Raixtrakutes deManyakheta
- Dantidurga (735–756)
- Krishna I (756–774)
- Govinda II (774–780)
- Dhruva Dharavarsha (780–793)
- Govinda III (793–814)
- Amoghavarsha I (814–878)
- Krishna II Akalavarsha (878–914)
- Indra III (914–929)
- Amoghavarsha II (929–930)
- Govinda IV (930–935)
- Amoghavarsha III (934–939)
- Krishna III (939–967)
- Khottiga Amoghhavarsha IV (967–972)
- Karka II (972–973)
- Indra IV (973–982)

### Raixtrakutes de Lata (Raixtrakutes de Gujarat, governant a la regió de Lata)
- Indra (807–818) (germà de Govinda III)
- Karka i Govinda (818–826)
- Dhruva II (835–845)
- Akalavarsha Shubhatunga (867–)
- Dhruva III (-871)
- reannexió per Manyakheta (Krishna II) 871

### Raixtrakutes de Hastikundi o Hathundi (prop deJodhpur,Rajasthan)
- Harivarma
- Vidagdha (916–938)
- Mammata (939–)
- Balaprasada (997)
- Els descendent originen la dinastia de Rathors d'Hathundi

### Raixtrakutes de Dahal (prop de Jabalpur, Madhya Pradesh)
- Golhanadeva (1023)

### Raixtrakutes de Kanauj(seglesxiaxiii)
- Gopal (4t rei)
- Tribhuvana
- Madanapala (1119)
- Devapala (va perdre Shravasti a mans dels Gahadavales el 1128)
- Bhimapala
- Surapala
- Amritapala
- Lakhanpala (Derrotat el 1202 per Kutb al-Din Àybak)
- Mahasamanta Barahadeva (feudatari de Gahadavala Adakkhamalla)

### Raixtrakutes deMandore/Jodhpur
- Els Rathors 1226 - 1949